# Петреус, Дэвид
Дэ́вид Хо́уэлл Петре́ус (англ. David Howell Petraeus; род. 7 ноября 1952 года, Корнуолл-он-Хадсон, штат Нью-Йорк) — американский четырёхзвёздный генерал, командующий Центральным командованием США (2008—2010). Был командующим Многонациональными силами в Ираке с февраля 2007 по сентябрь 2008 года. С июля 2010 года по июль 2011 года командующий силами США и НАТО в Афганистане. Получил прозвище «King David» — «Царь Давид». С сентября 2011 года по 9 ноября 2012 года занимал должность директора ЦРУ. Подал в отставку, по его утверждению, в связи с внебрачной связью, отставка была принята президентом Бараком Обамой 10 ноября 2012 года.

## Военная карьера
Дэвид Петреус родился в 1952 году в семье американцев голландского происхождения. Его отец был капитаном морского судна, эмигрировавшим в США из Нидерландов после Второй мировой войны.
После окончания школы поступил в военную академию Вест-Пойнт в 1970 году. Окончил её в 1974 году, слишком поздно, чтобы принять участие во Вьетнамской войне. В армии служил в основном в лёгкой пехоте, хотя иногда назначался в механизированные части, на штабные должности и в учебные заведения.
После прохождения курса обучения в школе рейнджеров проходил службу в 509-м парашютно-десантном батальоне (Виченца, Италия). Затем, с января 1979 по май 1982 года служил в 24-й пехотной (механизированной) дивизии в Форт-Стюарт (Джорджия): помощник начальника оперативного отдела штаба 2-й бригады (январь — июль 1979), командир роты «А» и офицер оперативного отдела 2-го батальона 19-го пехотного полка (июль 1979 — май 1981), адъютант командующего дивизией (май 1981 — май 1982).
В мае 1982 — июне 1983 года учился в Командно-штабном колледже армии США. Получил премию им. генерала Джорджа Маршалла, как лучший выпускник 1983 года в этом колледже. С июня 1983 по июнь 1985 года Петреус учился в Принстонском университете. С июля 1985 по июнь 1987 года работал ассистент-профессором международных отношений в Военной академии США в Вест-Пойнте.
Получил степень магистра в области государственного управления (1985 г.) и доктора философии в области международных отношений (1987 г.) в Школе общественных и международных отношений Вудро Вильсона при Принстонском университете. Его докторская диссертация «Американские военные и уроки Вьетнамской войны» рассматривала влияние войны во Вьетнаме на американскую военную мысль.
С июня 1987 по июнь 1988 года Петреус служил военным помощником Верховного главнокомандующего силами союзников в Европе генерала Джона Гэлвина. С июня 1988 года по июнь 1989 года он проходил службу в качестве офицера по операциям 2-го батальона 30-го пехотного полка, а затем до августа того же года, офицером по операциям 1-й бригады 3-й пехотной дивизии Армии США в Германии.
С августа 1989 по август 1991 года был секретарем и заместителем старшего помощника начальника штаба Армии США генерала Карла Вуоно. В августе 1991 — июле 1993 года командовал 3-м батальоном 187-го пехотного полка 101-й воздушно-десантной дивизии. На этом посту он был ранен в грудь выстрелом из винтовки M-16 в результате происшествия на боевых стрельбах. Его оперировал хирург Билл Фрист, будущий лидер сенатского большинства в конгрессе США.
В июле 1993 — августе 1994 гг. являлся помощником начальника штаба 101-й воздушно-десантной дивизии по планированию, операциям и подготовке личного состава. С августа 1994 по январь 1995 года учился по стипендии в школе дипломатической службы имени Эдмунда А. Уолша при Джорджтаунском университете. В январе 1995 года, Петреусу пришлось оставить учёбу в связи с его назначением начальником оперативного управления военного штаба миссии ООН в Гаити, где проходила миротворческая операция «Поддержка демократии» (англ. Uphold Democracy).
С июня 1995 по июнь 1997 года служил в качестве командира 1-й бригады 82-й воздушно-десантной дивизии. С июня 1997 года Петреус служил в качестве исполнительного помощника директора Объединённого штаба, а с октября 1997 года — помощника председателя Объединённого комитета начальников штабов, генерала Генри Шелтона.
С августа 1999 по август 2000 года Петреус вновь проходил службу в составе 82-й воздушно-десантной дивизии: сначала в качестве помощника командира дивизии по операциям, а затем — исполняющего обязанности командира дивизии (июль-август 2000 г.). В августе — сентябре 1999 года одновременно возглавлял Комбинированную объединённую тактическую группу Кувейт (англ. Combined Joint Task Force Kuwait) в ходе операции «Дезерт спринг».
Петреус продолжал подниматься по карьерной лестнице, в 2000 году имея звание бригадного генерала он стал начальником штаба XVIII воздушно-десантного корпуса (с августа 2000 по июнь 2001). В том же году во время парашютного прыжка из-за проблемы с парашютом он неудачно приземлился, получив перелом таза.
В 2001—2002 годах участвовал в миротворческой операции НАТО в Боснии и Герцеговине в качестве помощника начальника штаба по операциям сил стабилизации НАТО (англ. NATO Stabilization Force), а затем в качестве заместителя командующего Объединённой межведомственной контртеррористической оперативной группой США (англ. US Joint Interagency Counter-Terrorism Task Force). С июля 2002 по май 2004 года командовал 101-й воздушно-десантной дивизией.

## Иракская война

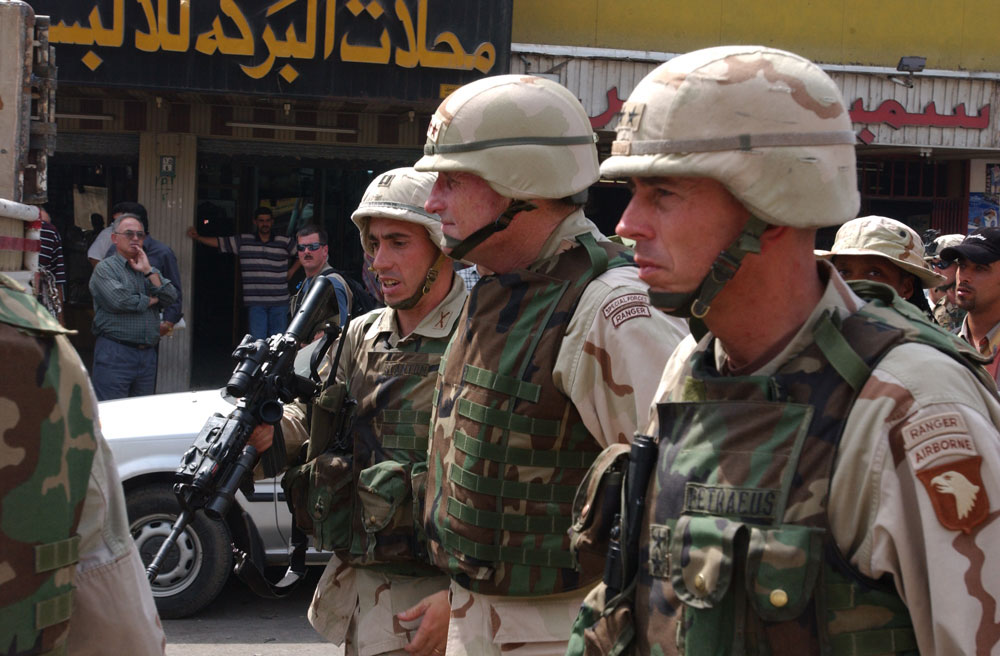
Дэвид Петреус на улице Мосула в период командования 101-й воздушно-десантной дивизией. Август 2003 года

Когда в марте 2003 года началось вторжение англо-американских сил в Ирак, Петреус командовал 101-й воздушно-десантной дивизией.
В июне 2004 года Петреус был произведён в генерал-лейтенанты и назначен главой Многонационального командования по передаче безопасности в Ираке (Multi-National Security Transition Command Iraq), занимающегося подготовкой новой иракской полиции и армии. В период его пребывания на этом посту силы безопасности Ирака значительно увеличились, хотя подготовка личного состава зачастую оставляла желать много лучшего. Петреус многократно посещал различные иракские подразделения с инспекциями. В сентябре 2005 года вернулся в США.
С октября 2005 по февраль 2007 года генерал Петреус был командиром военной базы Форт-Ливенуорт (Канзас) и начальником размещённого здесь Армейского общевойскового центра (U.S. Army Combined Arms Center). Вместе с генералом морской пехоты Джеймсом Мэттисом он составил Полевое руководство 3-24 (FM 3-24), ставшее официальной контрпартизанской доктриной Армии США.

## Командующий Многонациональными силами
В январе 2007 года президент США Джордж Буш-мл. в числе мероприятий новой стратегии в Ираке назвал замену командующего Многонациональными силами в Ираке Джорджа Кейси генералом Дэвидом Петреусом. 24 января Петреус выступил перед Сенатом, высказав свои идеи относительно новой президентской стратегии. Лидер республиканцев в Сенате Митч Макконнелл заявил: «Теперь мы имеем лучшего генерала для руководства операциями в Ираке. Кроме него с этим не справится никто. Мы должны дать ему шанс». Сенат утвердил Петреуса на новом посту 81 голосом «за» при отсутствии голосов «против», несмотря на скептическое отношение ряда сенаторов к новой стратегии Буша. Перед возвращением в Ирак Петреус набрал группу офицеров с высочайшим образованием в качестве своих советников. Церемония смены командования состоялась в Багдаде 10 февраля 2007 года. Возглавлял Многонациональные силы до 16 сентября 2008 года.

## Глава Центрального командования
26 июня 2008 года Сенатский комитет по делам вооружённых сил Конгресса утвердил кандидатуру Петреуса на пост главы Центрального командования вооружённых сил США.
Возглавлял командование с 31 октября 2008 по 30 июня 2010 года.
С 4 июля 2010 по 18 июля 2011 года командовал Международными силами содействия безопасности в Афганистане.
Ушел в отставку из вооружённых сил 31 августа 2011 года.

## Директор ЦРУ
28 апреля 2011 года Петреус был представлен президентом США Бараком Обамой к должности директора ЦРУ. 30 июня его кандидатура была одобрена Сенатом США. Дэвид Петреус приступил к исполнению своих текущих обязанностей 6 сентября 2011 года. Ушёл в отставку 10 ноября 2012 года после скандала, связанного со взломом почты его предполагаемой любовницы. Как стало известно, Петреус предоставил своей любовнице Поле Бродвелл доступ к своей электронной почте в ЦРУ и другой секретной информации. Документы, свидетельствующие о его вине, были направлены в федеральный суд в городе Шарлотт (штат Северная Каролина). Петреус согласился признать себя виновным в несанкционированном изъятии и хранении секретных материалов. Указывают, что он неправильно обращался с секретной информацией не только возглавляя ЦРУ, но и ранее, во время службы в армии. П. Бродвелл, женщина-офицер, с которой у него была внебрачная связь, вместе с ним работала над его биографией под названием «All In: Education of General David Petraeus».

## Карьера в частном бизнесе
Петреус занял должность партнёра инвестиционной компании «KKR» и вице-президента британского института оборонных инициатив (RUSI).

## Личная жизнь
Петреус женился на Холли Ноултон сразу после окончания Вест-Пойнта (Холли была дочерью генерала Уильяма Ноултона, в тот момент занимавшего пост суперинтенданта Вест-Пойнта, то есть директора академии). У них двое детей, сын и дочь.

## Присвоение воинских званий
| Звание                  | Дата присвоения |
| ----------------------- | --------------- |
| Второй лейтенант        | 5 июня 1974     |
| Первый лейтенант        | 8 августа 1976  |
| Капитан                 | 8 августа 1978  |
| Майор                   | 1 августа 1985  |
| Подполковник            | 1 апреля 1991   |
| Полковник               | 1 сентября 1995 |
| Бригадный генерал       | 1 января 2000   |
| Генерал-майор           | 1 января 2003   |
| Генерал-лейтенант       | 18 мая 2004     |
| Четырёхзвёздный генерал | 26 января 2007  |

## В литературе
Является одним из центральных персонажей серии книг «The Salvation War» американского фантаста Стюарта Слейда. Здесь Дэвид Петреус является главнокомандующим Армий Человечества при вторжении в Ад, а затем и при штурме Рая.

## В играх
Присутствует в компьютерной игре Call of Duty: Black Ops II. Впервые появляется в миссии Одиссей, где вместе с Адмиралом Бриггсом встречает Дэвида Мейсона с пленённым Менендесом.
Потом он появляется на уровне Кордис Ди, где вместе c Мэйсоном и с президентом Босворт едет на бронированном транспорте.
Также появляется в брифинге миссии Судный день.